# Ferdinand Zecca
Pour les articles homonymes, voir Zecca (homonymie).
Ferdinand Louis Zecca né le 19 février 1864 à Paris 10e et mort le 23 mars 1947 à Saint-Mandé (Seine), est un réalisateur, producteur, acteur et scénariste français.

## Biographie

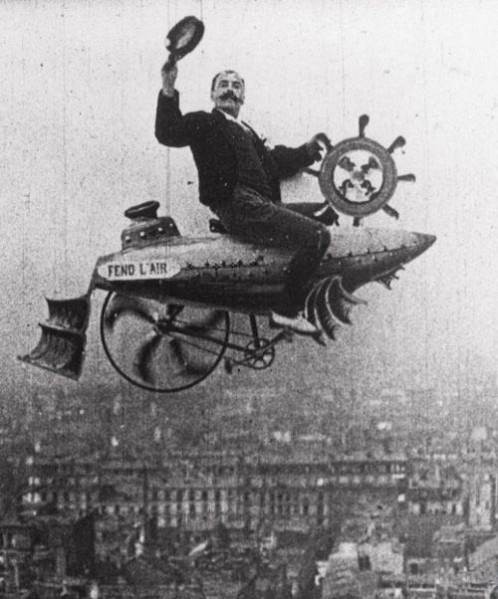
Ferdinand Zecca joue en personne dans À la conquête de l’air (1901).

Ferdinand Zecca naît dans le milieu du spectacle vivant. Son père est chef-machiniste d'un café-concert, ses frères, comédiens. Lui-même devient régisseur puis comédien. À l'occasion, il prête sa voix à des enregistrements de rouleaux de phonographe pour Pathé. Dans les prémices du muet, en 1899, il arrive assez curieusement au cinéma par le son. Il réalise pour Pathé un premier film sonore, Le Muet mélomane, en accompagnant sa projection du son d'un phonographe puis, pour Gaumont, Les Méfaits d'une tête de veau.
Ferdinand Zecca se tourne définitivement vers Pathé en 1900. Lors de l'Exposition universelle de Paris où il tient un stand pour la société, il rencontre Charles Pathé en personne, qui l'embauche comme réalisateur. Il devient le cinéaste attitré de la jeune société et cumule les différents postes techniques : scénariste, décorateur, cadreur, acteur... Son premier grand succès est Histoire d'un crime. L'œuvre comporte le premier flash-back du cinéma : un condamné à mort revoit dans ses derniers instants les grands moments de sa vie et notamment la rencontre avec sa future victime. Les copies vont faire le tour du monde. En 1902, Zecca entame le tournage de La Vie et la Passion de Jésus-Christ qui sort sur les écrans en 1903. Zecca est promu à la direction artistique de Pathé, supervisant le travail de nouveaux réalisateurs (Gaston Velle, Georges Hatot, Louis Gasnier). Sa filmographie est en conséquence difficile à établir car son rôle était variable sur certains films qui ont pu lui être attribués.
Artiste prolifique et doué d'une alacrité intellectuelle exceptionnelle, attentif aux découvertes formelles du cinéma des premiers âges, Zecca réussit dans les domaines nés de l'imagination de Georges Méliès : l'actualité reconstituée (Assassinat du Président McKinley), les films à trucs (La Baignade impossible), et la féerie (La Belle au bois dormant, Le Chat botté). Il va aussi réaliser sa propre Affaire Dreyfus, après celle de Méliès. Il s'attaque aussi au drame social (Au pays noir, La Grève). Comme beaucoup d'autres cinéastes de l'époque, il emprunte aux films de la concurrence, c'est ainsi qu'il puise de nombreuses idées chez les réalisateurs britanniques de l'École de Brighton. Il comprend l'apport fondamental de ces cinéastes et reprend sans vergogne des sujets déjà traités par George Albert Smith. Il fait preuve parfois d'une réelle sensibilité créatrice, mais en général son approche est moins artistique que commerciale : multiplier les genres et s'inspirer, voire plagier, ses contemporains a surtout pour objectif d'occuper le terrain commercial. Le but est atteint puisqu'en 1908, Pathé Frères est une multinationale présente partout dans le monde, qui domine la production cinématographique.
En 1914, il est missionné aux États-Unis pour s'occuper de la branche américaine d'import-export de Pathé, Pathé Exchange. Il revient en 1917 pour diriger le département Pathé-Baby, consacré aux appareils de projection et aux films destinés à la vente au grand public. La popularité de Ferdinand Zecca tient au fait que son nom est associé à plusieurs milliers de bobines qui ont été projetées à travers le monde dans cette période du cinéma d'avant la Guerre de 14-18. Sa carrière est étroitement mêlée à l'essor de Pathé.
Une allée porte son nom dans la ville du Port (Réunion).
Il est inhumé au cimetière ancien de Vincennes (Val-de-Marne).

## Filmographie

### Comme réalisateur
- 1899 : Les Mésaventures d'un muet mélomane (Le Muet mélomane)
- 1899 : Les Méfaits d'une tête de veau
- 1901 : Une tempête dans une chambre à coucher
- 1901 : Une idylle sous un tunnel
- 1901 : Un duel abracadabrant
- 1901 : Un drame au fond de la mer
- 1901 : La Soupière merveilleuse
- 1901 : Les Sept Châteaux du diable
- 1901 : Rêve et Réalité
- 1901 : Plongeur fantastique
- 1901 : Par le trou de la serrure
- 1901 : La Mégère récalcitrante
- 1901 : Le Mauvais Riche
- 1901 : La Loupe de grand-maman
- 1901 : L'Illusionniste mondain
- 1901 : Histoire d'un crime
- 1901 : L'Enfant Prodigue
- 1901 : Comment on met son couvert
- 1901 : Comment Fabien devient architecte
- 1901 : Scènes vues de mon balcon (Ce que je vois de mon sixième)
- 1901 : À la conquête de l'air
- 1901 : L'Agent plongeur
- 1901 : Une discussion politique
- 1901 : Quo Vadis?
- 1902 : Les Victimes de l'alcoolisme
- 1902 : Une séance de cinématographe
- 1902 : La Fée des roches noires
- 1902 : Le Conférencier distrait
- 1902 : Chez le photographe
- 1902 : La Catastrophe de la Martinique
- 1902 : La Belle au bois dormant (coréalisation de Lucien Nonguet)
- 1902 : Baignade impossible
- 1902 : L'Assommoir
- 1902 : L'Affaire Dreyfus
- 1902 : La Poule merveilleuse
- 1902 : Ali Baba et les quarante voleurs
- 1902 : L'Assassinat du duc de Guise
- 1902 : Samson et Dalila
- 1903 : Repas infernal
- 1903 : La Soubrette ingénieuse
- 1903 : Le Chien et la Pipe
- 1903 : Le Premier Cigare du collégien
- 1903 : Le Démon du jeu ou la Vie d'un joueur (La Vie d'un joueur)
- 1903 : Les Aventures de Don Quichotte (Don Quichotte) (coréalisation de Lucien Nonguet)
- 1903 : Le Chat botté (coréalisation de Lucien Nonguet)
- 1903 : La Vie et la Passion de Jésus-Christ (coréalisation de Lucien Nonguet)
- 1904 : The Wrong Door
- 1904 : Le Portrait
- 1904 : Les Petits Coupeurs de bois vert
- 1904 : Le Pêcheur de perles
- 1904 : Annie's Love Story
- 1904 : La Grève
- 1905 : La Passion de Notre-Seigneur Jésus Christ (La Vie et la Passion de Jésus Christ)
- 1905 : Un drame à Venise
- 1905 : L'Amant de la lune (Rêve à la lune) (coréalisation de Gaston Velle)
- 1905 : Le Remords
- 1905 : La Course aux tonneaux
- 1905 : Automobile et Cul-de-jatte
- 1905 : Au Pays noir
- 1905 : Au bagne
- 1905 : L'alcool engendre la tuberculose
- 1905 : L'Incendiaire
- 1905 : Dix Femmes pour un mari (coréalisation de Georges Hatot et Lucien Nonguet)
- 1905 : L'Honneur d'un père
- 1905 : Le rêve de Dranem
- 1905 : Vendetta
- 1905 : Les Apaches de Paris
- 1905 : Brigandage moderne
- 1907 : Le Spectre rouge (coréalisation de Segundo de Chomón)
- 1907 : Le Poil à gratter
- 1907 : Métempsycose
- 1907 : L'Homme Protée
- 1907 : La Course des sergents de ville
- 1908 : Samson (coréalisation d'Henri Andréani)
- 1908 : Le Rêve d'agent
- 1908 : L'Affaire Dreyfus
- 1909 : Le Caprice du vainqueur
- 1910 : La Tragique Aventure de Robert le Taciturne, duc d'Aquitaine
- 1910 : Slippery Jim
- 1910 : Cléopâtre (coréalisation d'Henri Andréani)
- 1910 : 1812, (coréalisation de Camille de Morlhon)

Tous les films ci-dessous sont coréalisés par René Leprince
- 1912 : La Fièvre de l'or
- 1913 : Le Roi de l'air
- 1913 : La Leçon du gouffre
- 1913 : La Comtesse noire
- 1913 : Cœur de femme
- 1913 : Plus fort que la haine (film, 1913)
- 1914 : La Danse héroïque
- 1914 : La Lutte pour la vie
- 1914 : La Jolie Bretonne
- 1914 : L'Étoile du génie
- 1915 : Le Vieux Cabotin
- 1915 : Le Noël d'un vagabond
- 1919 : Les Larmes du pardon
- 1919 : Le Calvaire d'une reine

### Comme producteur
- 1901 : Scènes vues de mon balcon (Ce que je vois de mon sixième)
- 1901 : À la conquête de l'air
- 1903 : Le Démon du jeu ou La vie d'un joueur (La Vie d'un joueur)
- 1906 : Pauvre Mère
- 1906 : La Grève des bonnes
- 1907 : Cendrillon, ou la Pantoufle merveilleuse (Cendrillon) d'Albert Capellani
- 1907 : Les Débuts d'un patineur
- 1908 : Don Juan
- 1909 : Elle est partie de Georges Monca
- 1912 : Boireau, roi de la boxe
- 1913 : Les Incohérences de Boireau
- 1913 : Boireau empoisonneur
- 1913 : Boireau spadassin

### Comme acteur
- 1899 : Les Mésaventures d'une tête mélomane (Le Muet mélomane)
- 1901 : Une idylle sous un tunnel
- 1901 : Histoire d'un crime
- 1901 : Comment on met son couvert
- 1901 : À la conquête de l'air
- 1902 : Une séance de cinématographe
- 1902 : Chez le photographe
- 1902 : La Poule merveilleuse
- 1905 : L'Amant de la lune (Rêve à la lune) : Le pochard
- 1905 : Automobile et cul-de-jatte
- 1905 : Créations renversantes
- 1912 : Rigadin aux Balkans de Georges Monca

### Comme scénariste
- 1901 : Histoire d'un crime
- 1902 : Les Victimes de l'alcoolisme
- 1903 : Le Démon du jeu ou La vie d'un joueur (La Vie d'un joueur)
- 1905 : L'Amant de la lune (Rêve à la lune)
- 1906 : Le Théâtre de Bob
- 1910 : La Tragique aventure de Robert le Taciturne, duc d'Aquitaine
- 1915 : Le Malheur qui passe